# USCGC Waesche
L'USCGC Waesche (WMSL-751) est le deuxième navire de la classe Legend à être mis en service dans l'United States Coast Guard. Le bâtiment est nommé en l'honneur de l'amiral Russell R. Waesche, le huitième commandant de l'US Coast Guard et le premier militaire à avoir atteint le rang d'amiral dans le corps des garde-côtes.
La construction du Waesche a commencé en 2006 dans les chantiers navals Ingalls de Pascagoula et le navire a été lancé le 12 juillet 2008 avant d'être finalement mis en service le 7 mai 2010. La devise du bâtiment est « Force, Endurance, Aide ».

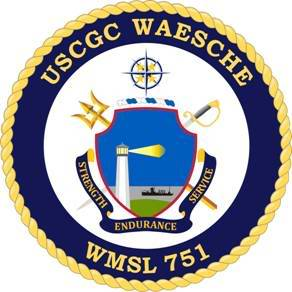
Insigne de l'USCGC Waesche.
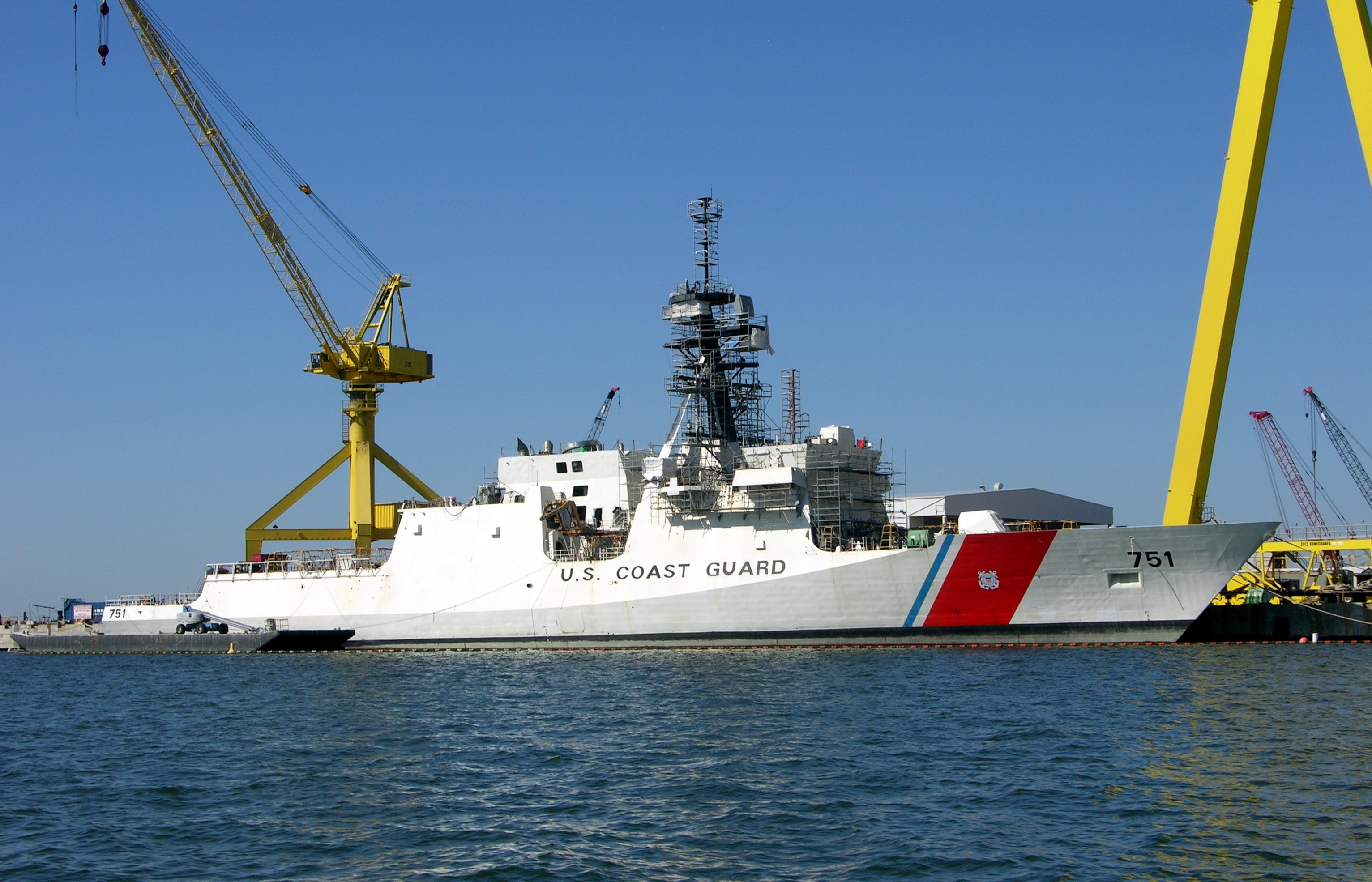
Le Waesche alors en construction dans les chantiers navals de Pascagoula.
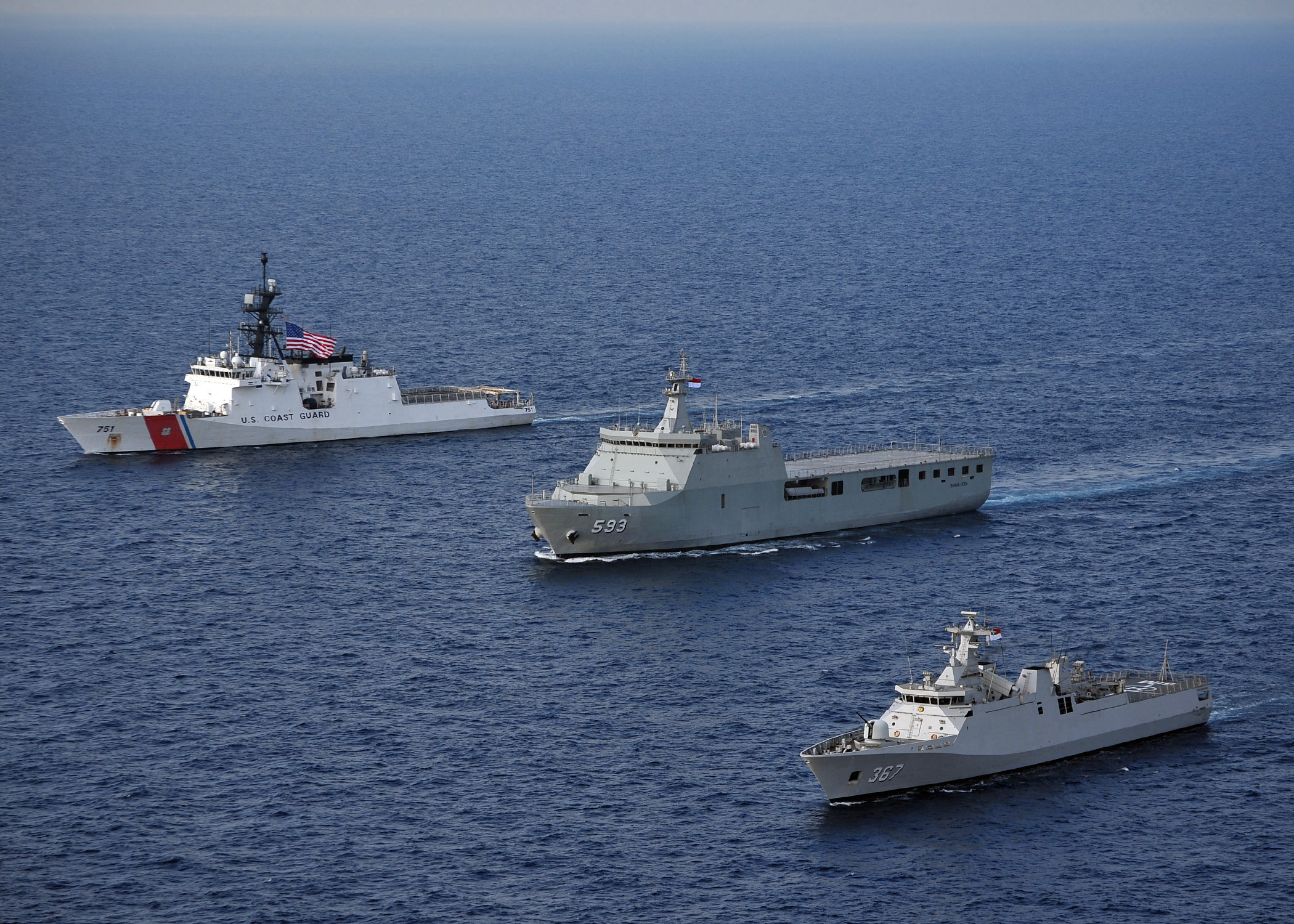
Le Waesche avec deux navires indonésiens dans le cadre d'exercices bilatéraux.